# Conus frigidus
Conus frigidus é uma espécie de gastrópode do gênero Conus, pertencente à família Conidae.